# Complesso nuragico di Noddule
Il complesso nuragico di Noddule è un sito archeologico del comune di Nuoro.
Situato sulla SS 389 in direzione Orune-Bitti domina una vasta area in direzione del capoluogo dal limite dell'altopiano di Sa Serra, in località Su Linnamene.
È un sito che possiede una grande varietà di monumenti e di cui si può ipotizzare un lungo periodo di antropizzazione ed insediamento dell'area in età antica.
All'ingresso si trovano due grandi circoli megalitici e grandi linee di muraglie megalitiche, lungo il percorso si possono osservare un grande nuraghe trilobato formato da quattro torri e corte centrale, due delle torri secondarie addossate a quella principale, una grande capanna circolare di 10 metri di diametro che in origine fu voltata a falsa cupola e che presenta un particolare atrio d'ingresso con sedili e bacile, un santuario del culto delle acque con una fonte sacra unica nel suo genere per via di una particolare cupola (thòlos) composta da blocchi perfettamente lavorati di trachite policroma e disposti a tenuta perfetta, l'ultimo anello presenta una decorazione a spiga o spina di pesce (chevron) e presenta un incavo a forma di occhio nel concio centrale.
Alla base del nuraghe vi sono inoltre anche tre capanne a pianta rettangolare di periodo romano rimesse in luce. Nel terreno privato adiacente, a un centinaio di metri è possibile raggiungere la Tomba dei Giganti di Noddule, indagata da Editta Castaldi alla fine degli anni '50, primi '60.
In seguito, gli scavi principali vennero effettuati da Ercole Contu nel 1961 e nel 1962 che evidenziarono la grande capanna circolare e la fonte sacra. La fonte restituì "frammenti di ceramica punico-romana, ellenistico ed etrusco-campana". Non distante dalla fonte, fu rinvenuta "una lucerna del terzo secolo a.C.". Essendo la fonte ancora attiva, si può presumere che stia funzionando ininterrottamente dalla sua realizzazione ad oggi. La tecnica interna della lavorazione a risega dei conci in trachite è la medesima che si può trovare presso altre fonti o pozzi sacri nuragici, ciò quindi permette di datarla in un periodo compreso fra il 1200 a.C. ed il 1000 a.C.
Nel 2008 l'ultimo intervento di scavo venne realizzato da Giovanna Congiu per la Soprintendenza di Sassari e Nuoro dopo alcuni interventi clandestini presso la fonte sacra, il saggio di scavo fu svolto all'interno dell'area sacra che circonda la fonte, ha permesso di evidenziare il perimetro del temenos (il recinto sacro del santuario), un pavimento lastricato ed ambienti circolari interni all'area sacra, interpretabili come capanne del sacerdote o possibili botteghe legate al sacro come in altri contesti santuariali nuragici.
Nonostante la sua importanza, dopo pressoché 60 anni di abbandono in cui la vegetazione aveva nascosto i monumenti ed a parte alcuni sporadici interventi di pulizia da parte di associazioni locali, dal 1º aprile 2018 il sito è finalmente stato ripulito ed è ufficialmente aperto al pubblico e con un servizio di visite guidate.

## Galleria d'immagini

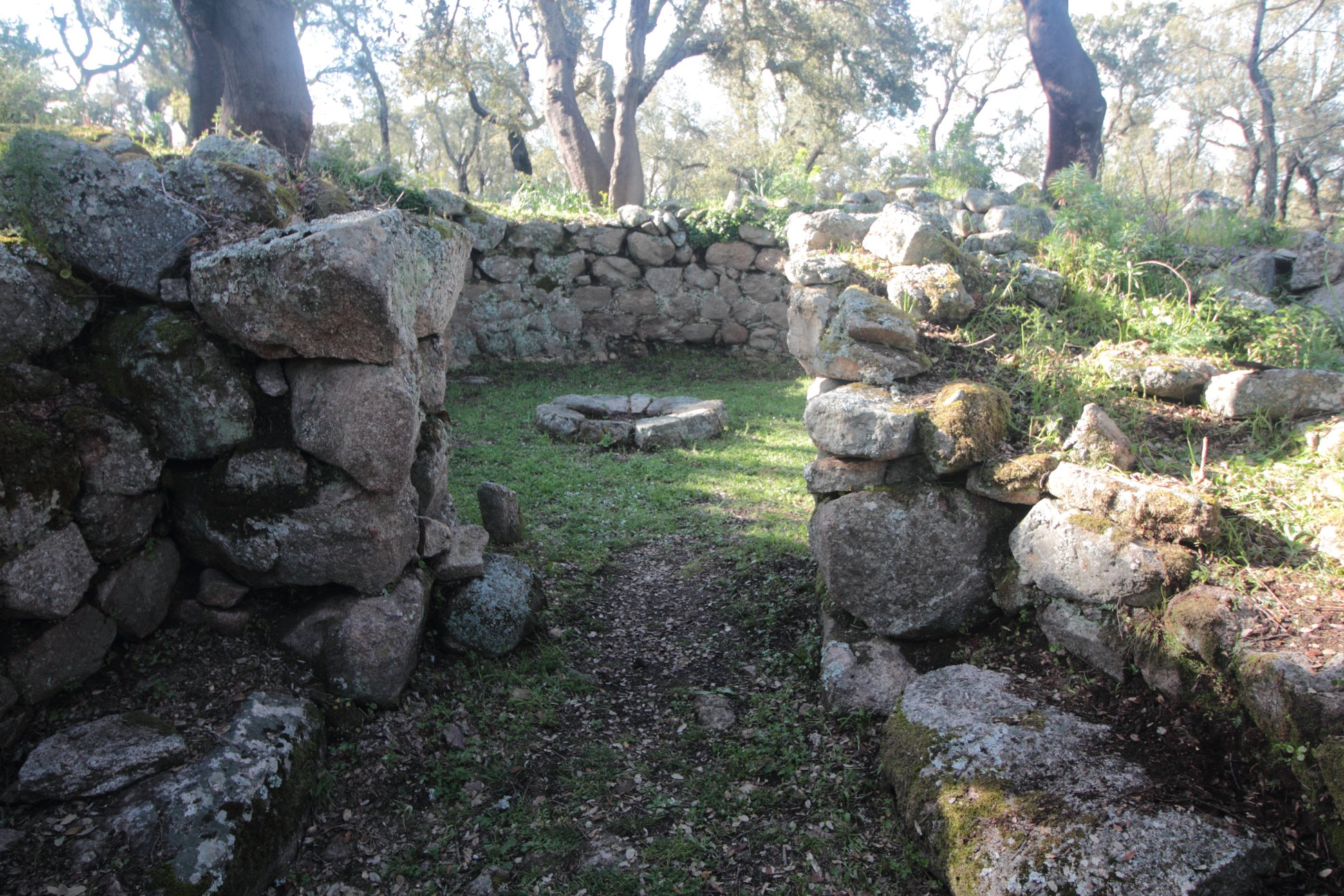
Grande capanna circolare
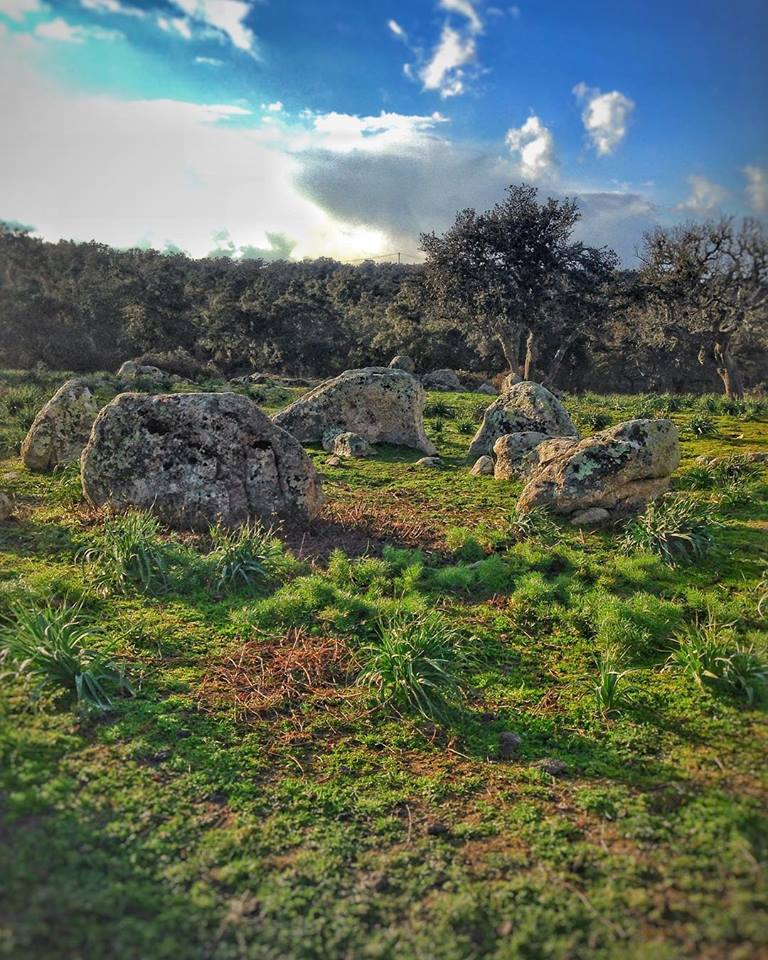
Circolo megalitico
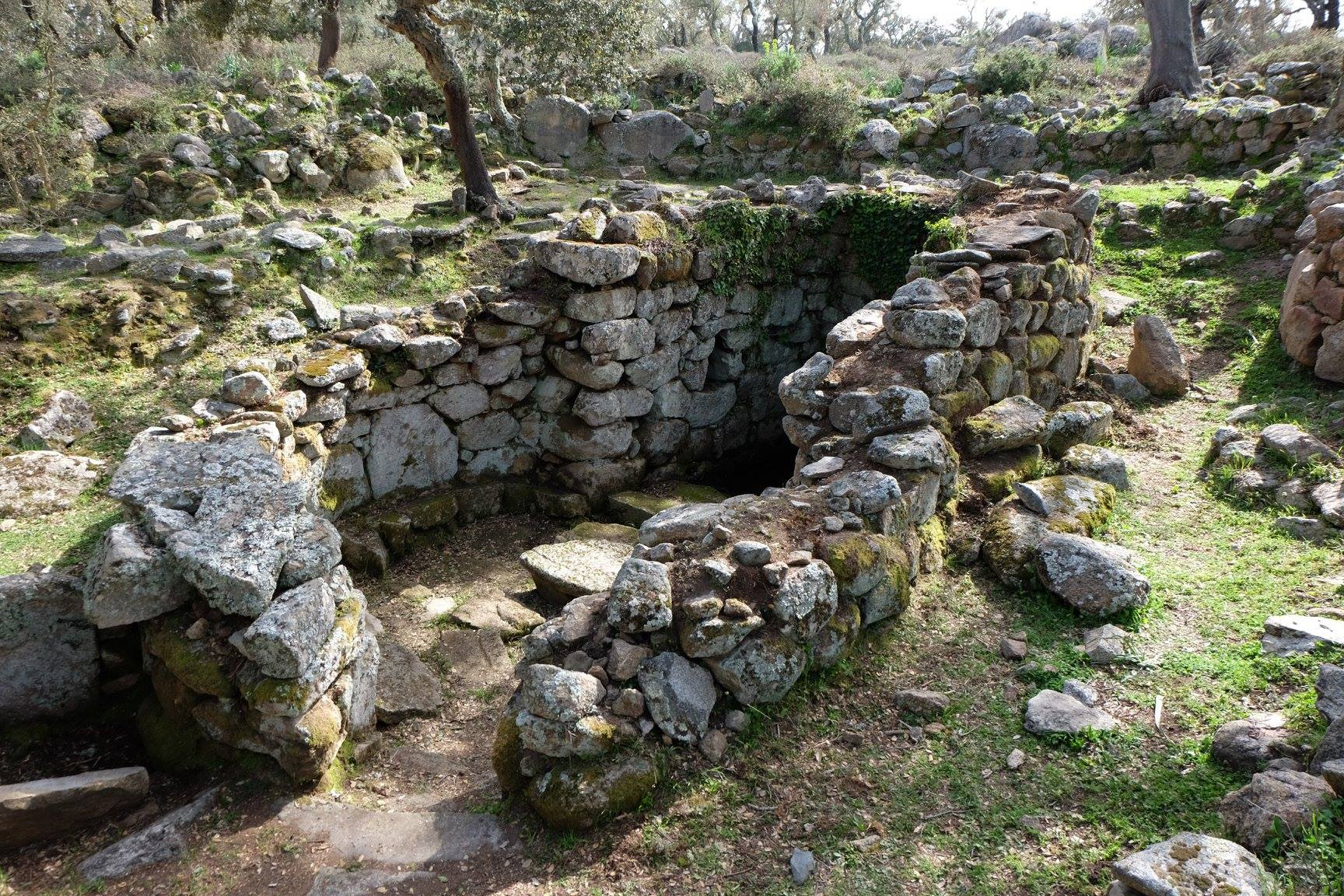
Fonte sacra
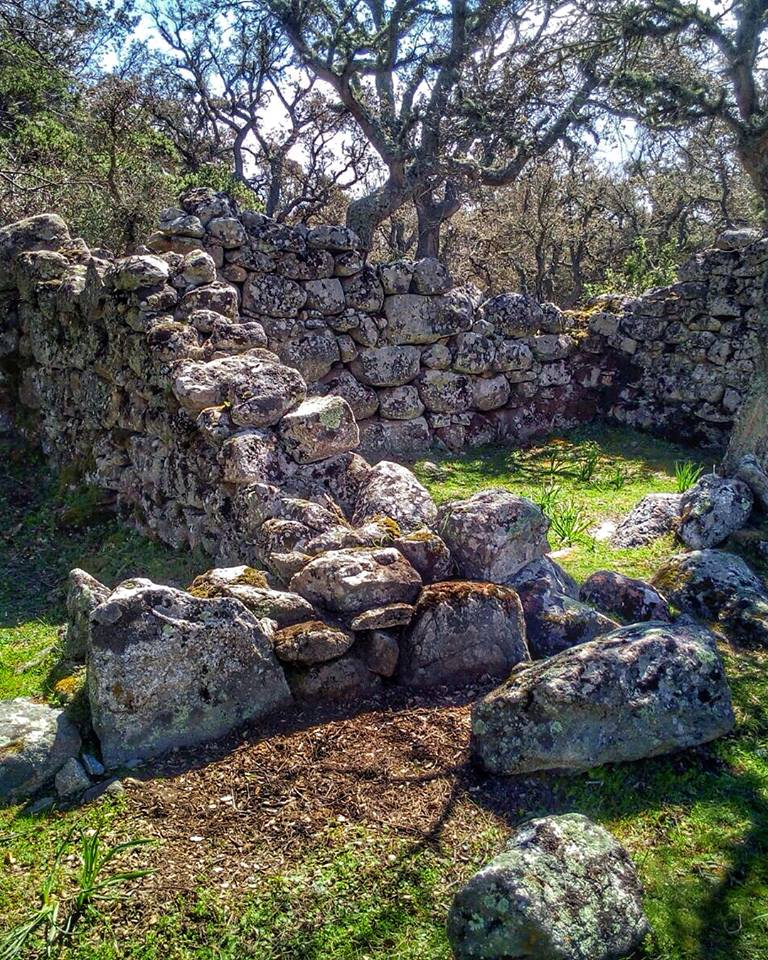
Capanne romane
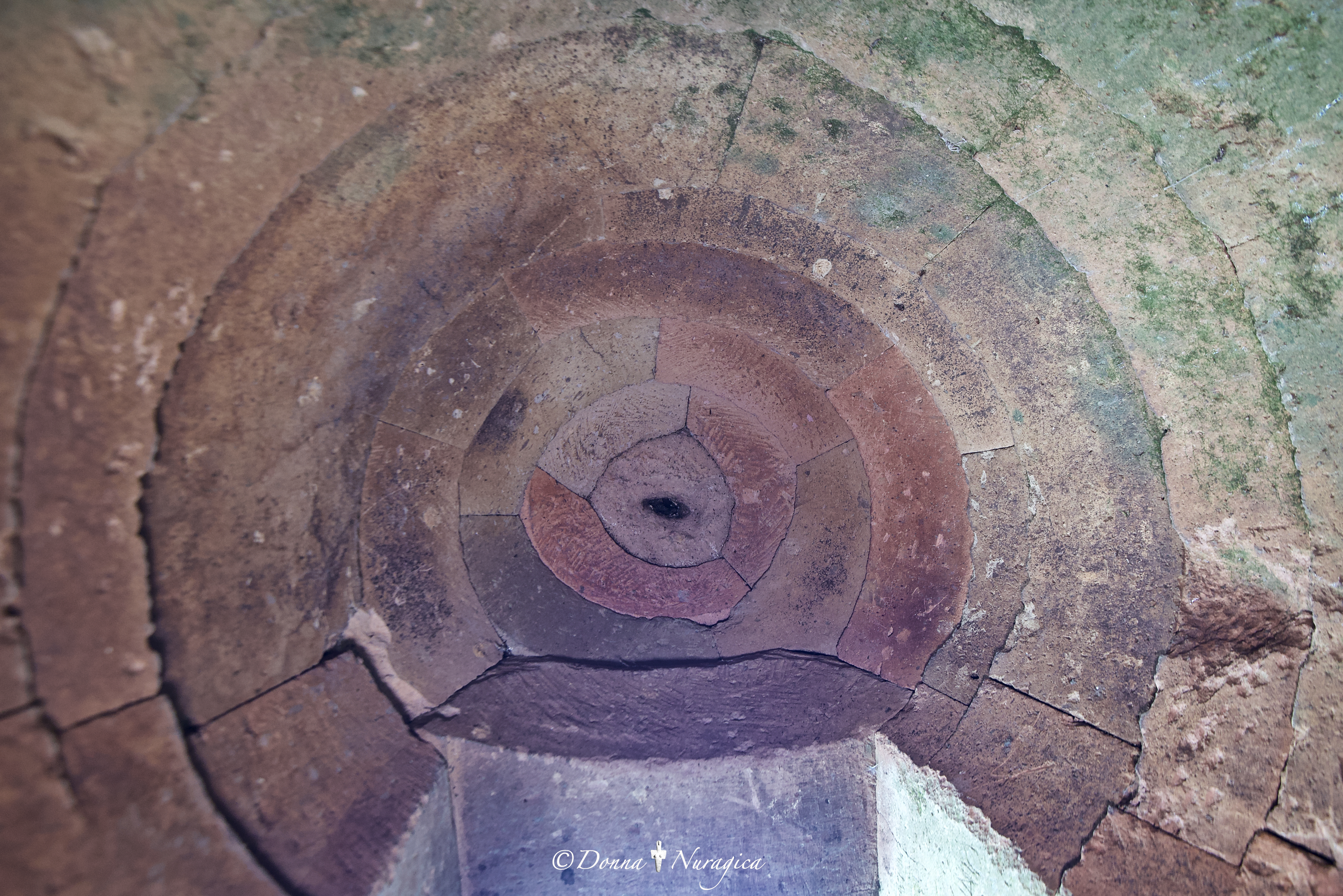
Cupola della fonte sacra di Noddule
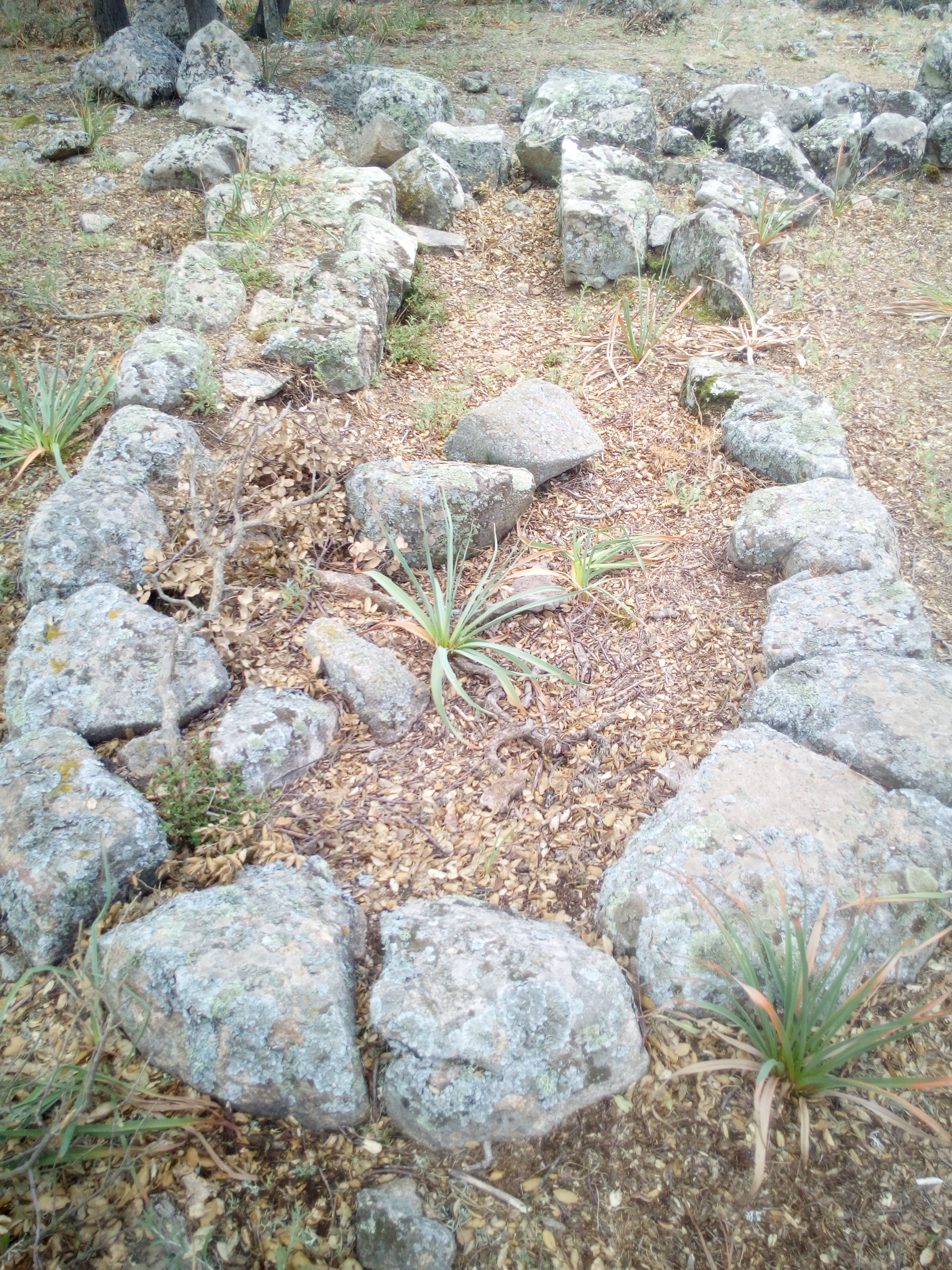
Tomba dei Giganti di Noddule